# Infulatartessus daulensis
Infulatartessus daulensis är en insektsart som beskrevs av Evans 1981. Infulatartessus daulensis ingår i släktet Infulatartessus och familjen dvärgstritar. Inga underarter finns listade i Catalogue of Life.